# Død postkasse
En død postkasse (også dead drop eller dead letter box) er et fagudryk fra spionagens verden, og drejer sig om et sted som benyttes til hemmelig overlevering af meldinger eller genstande mellem to personer, uden at det bliver nødvendigt for dem at mødes. Ofte ledsages den af tegn placeret andetsteds som signal om at en melding er placeret eller afhentet. Et dead drop er som regel et sted som de involverede med rimelig lethed kan opsøge uden at vække opsigt, og tilpas afskærmet at de ikke risikerer at blive observeret når de anbringer f.eks konvolutten. Det kan dreje sig om en biblioteksbog, en hul sten, en sprække i en mur, under en bro på en gangsti. Signalet kan være et kridtmærke på en stolpe, en potteplante i vinduet, – kun fantasien sætter grænser.

## Eksterne links
- "Russians accuse 4 Britons of spying" Nyhetsmelding om russisk opdagelse af en britisk "wireless dead drop"
- "Old spying lives on in new ways" Arkiveret 19. januar 2012 hos  Wayback Machine, BBC, 23. jan. 2006
- PET brugte hæk som ’død postkasse’ Arkiveret 27. oktober 2017 hos  Wayback Machine, Avisen.dk, 30. oktober 2007
- http://www.pet.dk/Organisation/Historie.aspx Arkiveret 24. maj 2011 hos  Wayback Machine  (Webside ikke længere tilgængelig)
- Geocachen "Den Døde Postkasse T&L #22"

| Spion | Spire Denne spionagerelaterede artikel er en spire som bør udbygges. Du er velkommen til at hjælpe Wikipedia ved at udvide den. |